# Obsecro te

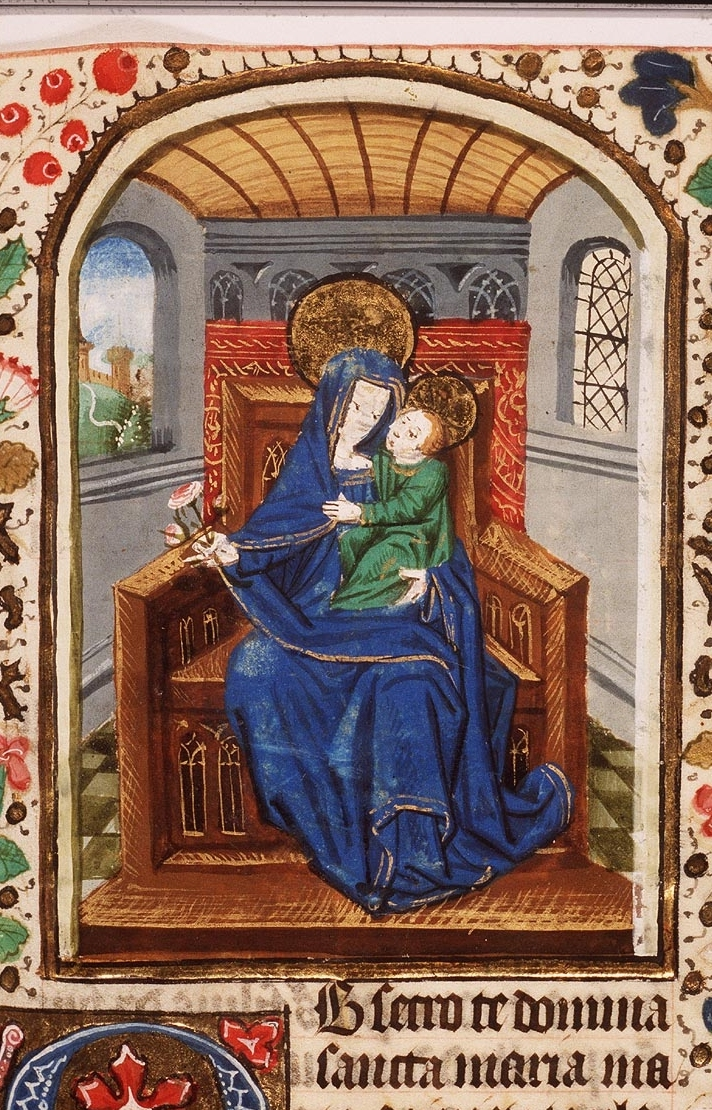
Madonna met Kind, Koninklijke Bibliotheek, 76 F 18 Fol. 16r.

Het  Obsecro te (Ik verzoek u) is een gebed tot Maria dat in veel getijdenboeken is opgenomen. In de 14e eeuw is het vrij zeldzaam om in de 15e eeuw stilaan populair te worden. Ook in de 16e eeuw blijft het veelvuldig in gebruik. Het gaat altijd samen met dat andere gebed tot de Heilige  Maagd O intemerata. De gebeden hebben geen vaste plaats in het getijdenboek, maar komen dikwijls tussen de uittreksels uit de evangelies en de Mariagetijden. Volgens een tekst in een franciscanen missaal en getijdenboek bewaard in de Bibliothèque nationale de France als ms. lat.757 op f477v staat vermeld dat Sint Augustinus het gebed schreef op de dag van zijn overlijden, op 28 augustus 430 dus.
De tekst van het gebed kon opgesteld worden in een vrouwelijke of een mannelijke vorm, in functie van de  eigenaar van het getijdenboek. Hoewel ook in getijdenboeken bestemd voor vrouwen, de “mannelijke” tekst werd gebruikt, kan men er nagenoeg zeker van zijn dat het manuscript ook voor een vrouwelijke eigenaar was bedoeld als men een vrouwelijke versie had gebruikt. Dit kan nuttig zijn bij de bestudering van handschriften.
Er was geen “canonieke” vorm voor dit gebed, er zijn tientallen versies van in omloop. Scribenten kopieerden de versie die ze voorhanden hadden, eventueel met enkele wijzigingen, en die versie werd later een origineel voor een volgende scribent. 
Het gebed begint met een zeer uitbundige lofzang op Maria, de moeder van God, de dochter van de hoogste koning, glorierijke moeder, vertrooster van de armen en de verdrukten, om dan verder te gaan met de evocatie van haar onbevlekte ontvangenis. Het gebed brengt daarna de kruisdood van haar zoon ter sprake om vervolgens over te gaan tot een vraag om hulp en goede raad en naar haar tussenkomst bij haar Zoon om de persoon die tot haar bid, genade, troost, zegening, heiligheid, voorspoed en vreugde te geven. Hij vraagt verder om bijstand om een goed leven te leiden en de geboden op te volgen. Tot slot vraagt hij om bijstand tijdens zijn stervensuur en dat de Heilige Maagd aan zijn sterfbed zou aanwezig zijn om hem te begeleiden naar het eeuwige leven.